# Partido do Bem
O Partido do Bem (em turco: İyi Parti) é um partido político turco de ideologia nacionalista e kemalista fundado oficialmente em 25 de outubro de 2017 por uma dissidência interna no Partido de Ação Nacionalista (MHP) liderada por sua fundadora e atual presidente Meral Akşener. Posteriormente, o partido também abrigou dissidentes do Partido Republicano do Povo (CHP), um dos dois partidos majoritários do país e principal frente de oposição ao governo conservador do atual presidente Recep Tayyip Erdoğan. O nome do partido, bem como sua bandeira fazem alusão à tribo kayı.